# Тип I (винтовка)
Винтовка Тип I (イ式小銃 I-shiki shōjū) — винтовка, производившаяся для японской армии в первые годы Второй мировой войны Королевством Италия (символ I в «Тип I» не является цифрой, а обозначает «Италия»).

## История
После вторжения в Китай в июле 1937 года все произведённые винтовки Арисака шли в Имперскую армию, поэтому в соответствии с положениями Антикоминтерновского пакта Императорский флот заключил в 1937 году с Италией договор о производстве винтовок. Тип I основана на винтовке Тип 38, но использует механизм запирания как у Каркано, и сохраняет магазин типа Арисака / Маузер. Тип I использовался главным образом японскими Имперскими военно-морскими силами. Винтовка использует стандартный японский патрон 6,5 × 50 мм Арисака. В 1938 и 1939 годах было выпущено около 80 000 винтовок Тип I, из них 40 000 — произведено заводом Beretta и равное количество — в арсеналах итальянского правительства; последняя партия винтовок была отправлена из Венеции на подлодке в 1941 году.
На рынке коллекционеров в Соединенных Штатах винтовка Тип I необычна, но не особенно популярна среди коллекционеров. Поскольку винтовка Тип I имеет итало-японское «происхождение», её обычно избегают коллекционеры японского оружия. Винтовки Тип I никогда не получали характерной маркировки в виде японской императорской хризантемы или других знаков, которые обычно интересуют коллекционеров японского военного снаряжения. Многие винтовки Тип I попали в США в виде трофеев, многие из которых были захвачены на атолле Кваджалейн, на Филиппинах или из Японии по окончании военных действий.